# محمود عزت (ممثل)
محمود عزت (3 أكتوبر 1974 -)، ممثل مصري.

## عن حياته
(محمود محمد عزت محمود) من مواليد الإسكندرية في 3 أكتوبر 1974 حصل على ليسانس الآداب - قسم المسرح - جامعة الإسكندرية بتقدير عام جيد جداً عام 1996 درس التمثيل في قسم المسرح على يد نخبة من كبار الأساتذة على رأسهم: د. سعد أردش، د. محمد زكي العشماوي; بدأ رحلته مع التمثيل من خلال المسرح المدرسي في المرحلة الإعدادية، وكانت أول مسرحية له هي (مصرع كليبر) في دور «سليمان الحلبي» إخراج: الأستاذ عزت الإمام، على مسرح ليسيه الحرية، وتوالت بعد ذلك الأعمال المسرحية في المسرح المدرسة إلى مرحلة الجامعة ومسرحها. وفي عام 1998 عُيَّنَ فناناً بمسرح الطليعة، وهو الآن على درجة فنان ممتاز بمسرح الدولة. ظل يُبدع في المسرح ويتألق حتى تم ترشيحه من قبل الأستاذ المخرج جمال عبد الحميد في دور «فتحي مرسال» بمسلسل زيزينيا الجزء الثاني، وهو الدور الذي قدمه للجمهور بشكل جيد، وقد تم ترشيحه فيه بعد اعتذار الفنان أحمد السقا عنه حيث أنه كان يقوم بذلك الدور في الجزء الأول.

### المؤهلات العلمية
- ليسانس الآداب - قسم المسرح - جامعة الإسكندرية (بتقدير عام جيد جداً) 1996.
- خبرة بالإذاعة واستديوهات الدوبلاج لمدة تزيد عن 15 سنة.
- أتم دراسة لفن الإلقاء باللغة العربية الفصحى والعامية.

### الأساتذة الكبار الذين درس على إيديهم
- د. سعد أردش
- د. محمد زكي العشماوي
- د. أحمد زكي
- د. شكري عبد الوهاب
- د. أبو الحسن سلام
- د. لطفي عبد الوهاب
- د. محمود أبو دومه

### الاهتمامات والهوايات
- يحب الأكلات الإيطالي والإسكندراني.
- يهوى ممارسة كرة القدم.
- يهوى ممارسة السباحة.
- يهوى السفر.
- يهوى الطبخ.

## الأعمال

### المسرحيات
قدم العديد من الأعمال المسرحية على مستوى الهواة وعلى مستوى الاحتراف لكبار الكتاب سواء على المستوى العربي أو العالمي حتى بلغ عدد المسرحيات التي شارك فيها مايقرب من 25 مسرحية حتى الآن; أهمها:
- مسرحية (عريس لبنت السلطان)، تأليف: محفوظ عبد الرحمن، إخراج: محمد الزيني، في دور (أحمد الغلبان)
- مسرحية (عفواً أيها الأجداد)، تأليف: نبيل بدران، إخراج: محمد الزيني، في دور (منصور رافع سيفه)
- مسرحية (أولاد الغضب والحب)، تأليف: كرم النجار، إخراج: محمد الزيني، في دور (وجدي)
- مسرحية (باب الفتوح)، تأليف: محمود دياب، إخراج: محمد الزيني، في دور (أسامة بن يعقوب)
- مسرحية (أرض لاتنبت الزهور)، تأليف: محمود دياب، إخراج: محمد الزيني، في دور (عمرو بن عدي)
- مسرحية (الطوق والأسورة)، تأليف: يحيى الطاهر عبدالله، إخراج: ناصر عبد المنعم
- مسرحية (خالتي صفية والدير)، من تأليف: بهاء طاهر، إخراج: ناصر عبد المنعم
- مسرحية (الملك هو الملك)، من إخراج: ناجي أحمد ناجي
- مسرحية (زهرة الصحاري)، من إخراج: ناصر عبد المنعم
- مسرحية (ناس النهر)، تأليف: حجاج أدول، إخراج: ناصر عبد المنعم
- مسرحية (كاليجولا)، تأليف: ألبير كامي، إخراج: هشام عطوة، في دور (كاليجولا)
- مسرحية (طقوس الموت والحياة)، تأليف: عصام عبد العزيز، إخراج: مازن الغرباوي
- مسرحية (الملك لير) «بروفة أخيرة»، تأليف وإخراج: د. سامح مهران
- مسرحية (قصة الحي الغربي)، إخراج: جلال الشرقاوي
- مسرحية (دستور يا أسيادنا)، إخراج: جلال الشرقاوي

كما قدم الفنان محمود عزت سلسلة مسرحيات لمسرح الطفل، من تأليف: نبيل خلف، إخراج: ناصر عبد، وهم:
- مسرحية (أرنب وعقرب وفيل)
- مسرحية (كوكب ميكي)
- مسرحية (ثورة الشطرنج)
- مسرحية (وطن الجنون)
- أيضاً شارك محمود عزت كل من سوسن بدر وعلي الحجار بطولة مسرحية آه يا غجر، تأليف: نبيل خلف، إخراج: ناصر عبد

### المسلسلات
قدم العديد من المسلسلات التليفزيونية مع نخبة من أهم مخرجي ومؤلفي الدراما، ولكن الجدير بالذكر أن أول وقوف له أمام كاميرات التليفزيون كان من خلال كاميرات القناة الخامسة في أول إنتاج لتليفزيون الإسكندرية للدراما، وكان ذلك من خلال فوازير «شخصيات سكندرية»، والتي قدمت في رمضان عام 1994 تقريباً من إخراج: حسام العزازي، والتي نجحت ولاقت قبولاً لدي الجمهور السكندري، مما دفع إدارة القناة الخامسة لاختيار الفنان محمود عزت لتقديم فوازير رمضان مرة تانية بمشاركة الفنانة السكندرية نورهان ومن إخراج: يسري أبو السعود.
نقطة البداية والانطلاق لعالم الاحتراف في القاهرة كانت عام 1996 أمام كاميرات المخرج الكبير حسام الدين مصطفى، حينما اختاره ليلعب دور أحد تلامذة الفنان والنجم محمود ياسين في المسلسل الديني (الإمام أبو حنيفة النعمان).
ثم توالت الأعمال الفنية الدرامية للفنان محمود عزت، حيث اختاره المخرج محسن فكري ليلعب أحد الأدوار الشابة في مسلسل بدارة مع نخبه من النجوم الشباب منهم: محمد نجاتي وحمادة هلال ونسرين يوسف وبطولة النجمة الراحلة معالي زايد.
وزيزينيا، تعتبر أهم المحطات الفنية الهامة في حياته والتي ساهمت في تقديمه ومعرفة الجمهور به، وذلك حينما وقع اختيار المخرج جمال عبد الحميد والسيناريست الكبير أسامة أنور عكاشة على الفنان محمود عزت ليلعب دور (فتحي مرسال) أحد أهم الأدوار الشابة في مسلسل «زيزينيا الجزء الثاني»، وذلك بعد اعتذار النجم أحمد السقا عن تقديم الدور الذي بدأه في الجزء الأول، وتم اختياره لتكملة نفس الدور في الجزء الثاني وكان ذلك عام 2001.
ومن بعدها أنطلق الفنان محمود عزت ليلعب العديد من الأدوار المتنوعة والمختلفة في تركيبتها النفسية والدرامية، بين البلطجي والشاب المناضل والإرهابي والضابط والمريض النفسي والصعيدي الشهم وابن البلد والندل الخسيس والشرير القاتل; ونذكر من أهم تلك الأعمال الفنية:
- مسلسل (مريم)، بطولة: هيفاء وهبي وخالد النبوي، وإخراج: محمد علي، إنتاج 2015
- مسلسل (شمس)، بطولة: ليلى علوي، وإخراج: خالد الحجر، إنتاج 2014
- مسلسل (فرح ليلى)، بطولة: ليلى علوي، وإخراج: خالد الحجر، إنتاج 2013
- مسلسل (تحت الأرض)، بطولة: أمير كرارة، وإخراج: حاتم علي، إنتاج 2013
- مسلسل (الصقر شاهين)، بطولة: تيم الحسن ورانيا فريد شوقي، وإخراج: عبد العزيز حشاد، إنتاج 2013
- مسلسل (البلطجي)، بطولة: آسر ياسين، وإخراج: خالد الحجر، إنتاج 2012
- مسلسل (بنات في بنات)، بطولة: رانيا فريد شوقي، تأليف: محمود الطوخي، وإخراج: أمل أسعد، إنتاج 2012
- مسلسل (سمارة)، بطولة: النجمة غادة عبد الرازق، وإخراج: محمد النقلي، إنتاج 2011
- مسلسل (أهل كايرو)، بطولة: خالد الصاوي، وإخراج: محمد علي، إنتاج 2010
- مسلسل (الجماعة)، تأليف: وحيد حامد، وإخراج: محمد ياسين، إنتاج 2010
- مسلسل (زهرة الخشخاش)، تأليف وإخراج: أحمد النحاس، إنتاج 2010
- مسلسل (الهروب من الغرب)، بطولة: توفيق عبد الحميد، وإخراج: خيري بشارة، إنتاج 2009
- مسلسل (دموع القمر)، بطولة: رياض الخولي ونور اللبنانية، وإخراج: عصام شعبان، إنتاج 2008
- مسلسل (الملك فاروق)، بطولة: تيم الحسن، تأليف: لميس جابر، وإخراج: حاتم علي، إنتاج 2007
- مسلسل (لحظات حرجة الجزء الأول)، تأليف: محمود البزاوي، وإخراج: مروان حامد، إنتاج 2007
- مسلسل (أصعب قرار)، بطولة: شيرين سيف النصر، تأليف: محمد الغيطي، وإخراج: عمرو عابدين، إنتاج 2006
- مسلسل (عايش ف الغيبوبة)، بطولة وتأليف وإخراج: محمد صبحي، إنتاج 2006
- مسلسل (زهرة في الأرض البور)، بطولة: سميحة أيوب، تأليف: فتحية العسال، وإخراج: باسم محفوظ، إنتاج 2005
- مسلسل (ورد النيل)، بطولة: كمال أبورية ونرمين الفقي، تأليف: عبد الوهاب الأسواني، إخراج: هشام عكاشة، إنتاج 2005
- مسلسل (ذنوب الأبرياء)، تأليف: أيمن عبد الرحمن، إخراج: باسم محفوظ، إنتاج 2003
- مسلسل (فارس بلا جواد)، بطولة: محمد صبحي، وإخراج: أحمد بدر الدين، إنتاج 2002

### الأفلام
الرصيد الفني من الأفلام السينمائية للفنان محمود عزت 8 أفلام روائية تنوعت ما بين أفلام روائية طويلة وقصيرة، أغلبهم كان مع المخرج خالد يوسف، حيث قام بالاشتراك في 4 أفلام للمخرج المبدع وهي:
- حين ميسرة، تأليف: ناصر عبد الرحمن، إنتاج 2007
- الريس عمر حرب، تأليف: هاني فوزي، إنتاج 2008
- كلمني شكرا، تأليف: عمرو سعد، إنتاج 2010
- كف القمر، تأليف: ناصر عبد الرحمن، إنتاج 2011
- وأيضاً اختاره المخرج سعد هنداوي للاشتراك بالتمثيل معه في فيلم السفاح
- والمخرج محمود سليم اختاره أيضاً ليلعب أحد الأدوار في فيلم تعويذة تو

أما الأفلام الروائية القصيرة كانت فيلمين وهما:
- فيلم (عشرة جنيه) تأليف: شهيرة سلام، وإخراج: هشام عكاشة، واشترك معه في البطولة عمرو سعد ولنا يوسف وجيهان راتب.
- فيلم (سبس) تأليف وإخراج: حسين رمضان، واشترك معه في البطولة: أحمد صيام وإيمان إمام.

## التكريمات والجوائز
- في عام 1995، جائزة أحسن ممثل على مستوى الجامعات، عن دوره في مسرحية (عفواً أيها الأجداد)، وقام بتسليمه الجائزة في مهرجان لقاء شباب الجامعات، «د. عبد المنعم عمارة» وزير الشباب والرياضة آن ذاك.
- في عام 2003، حصل على جائزة أحسن ممثل عن دوره في مسرحية (كوكب ميكي) في المهرجان الأردني لمسرح الطفل العربي، تحت رعاية الملكة رانيا، وقد قام بتسليمه الجائزة، وزير الثقافة الأردني نيابة عن الملكة رانيا.
- تم تكريمه من قبل وزارة الثقافة والشباب اللبنانية بـ بيروت.
- تم تكريمه من قبل وزارة الشباب والرياضة في مصر عام 2015 في إطار احتفالات نصر أكتوبر المجيد.